# Krzysztof Gałecki
Krzysztof Gałecki (ur. 1962) – polski siatkarz grający na pozycji rozgrywającego. Mistrz Polski juniorów (MKS-MDK Warszawa, 1981 r). Przez kilka sezonów grał w ekstraklasie w barwach Stali Nysa, zdobywając brązowy medal Mistrzostw Polski Seniorów (1992 r). 
Uczestnik Mistrzostw Polski Oldbojów w siatkówce, wielokrotnie zdobywający najwyższe miejsca na podium (II miejsce w 2008 r., I miejsce w 2009 r., III miejsce w 2012 r., podwójne Mistrzostwo Polski w 2022 r.).
Obecnie nauczyciel wychowania fizycznego i trener siatkówki.

## Kluby
- MKS-MDK Warszawa (1979–1981)
- Chemik Bydgoszcz (1987/88)
- Stal Nysa (1988/89–1997/98)